# Ейрі-0

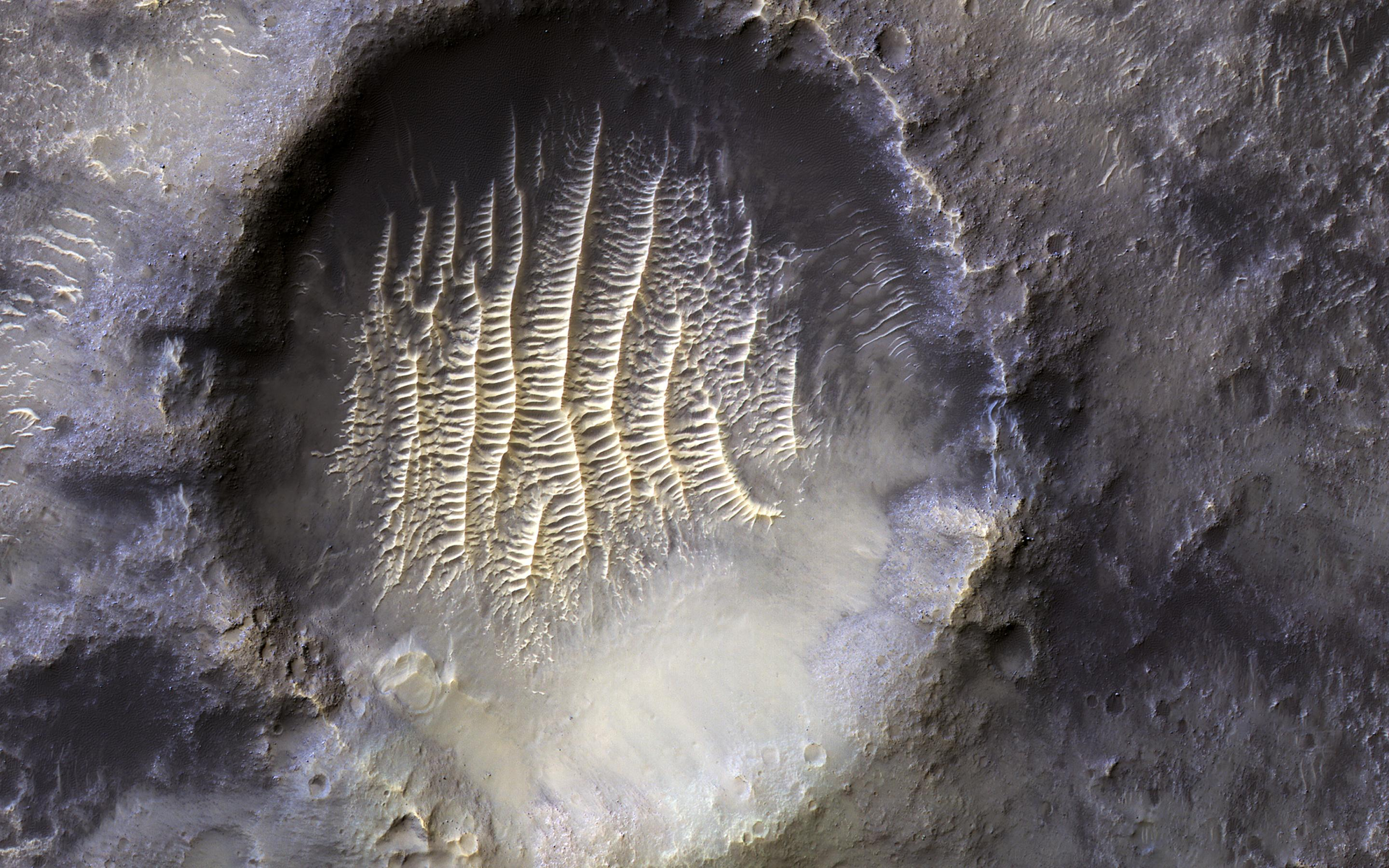
Фрагмент кратера.

Ейрі-0 — 500-метровий марсіанський метеоритний кратер, розташований на Плато Меридіана всередині більшого кратера Ейрі. Кратер визначає положення нульового меридіана Марса.
Кратер названо на честь британського астронома, сера Джорджа Бідделла Ейрі, який 1850 року побудував меридіанне коло для телескопа в Гринвічі. Через цей телескоп згодом було проведено початковий меридіан Землі — Гринвіцький меридіан. Як орієнтир початкового меридіана Марса цей кратер обрав Мертон Девіс 1969 року на основі знімків «Марінерів» -6 і -7.

## Інтернет-ресурси
- View of Airy-0 at Google Mars [Архівовано 22 лютого 2011 у Wayback Machine.]
- The Martian Prime Meridian. MGS MOC Release No. MOC2-273. 31 січня 2001.
- Where is zero degrees longitude on Mars?. ESA. 19-08-2004. Процитовано 17 жовтня 2023. [Архівовано 22 вересня 2008 у Wayback Machine.]